# Dudley Do-Right
Dudley Do-Right è un personaggio immaginario, protagonista del segmento omonimo della serie televisiva Rocky e Bullwinkle. Dudley Do-Right è un poliziotto, impacciato ma coscienzioso, della Royal Canadian Mounted Police. Lavora al servizio dell'ispettore Fenwick. Ha una nemesi di nome Snidely Whiplash.
Dudley Do-Right e la relativa serie hanno ispirato il film omonimo del 1999 e un'attrazione del parco divertimenti Universal's Islands of Adventure di Orlando, in Florida (Dudley Do-Right's Ripsaw Falls).